# كريستينا إي. مارتينيز
كريستينا إي. مارتينيز (بالإنجليزية: Cristina E. Martinez)‏ هي ناشطة حقوق إل جي بي تي أمريكية، ولدت في 12 نوفمبر 1961.